# Moringa
Moringa Adans., 1763 è un genere di piante arboree tropicali e subtropicali appartenenti all'ordine Brassicales. È l'unico genere della famiglia Moringaceae Martinov, 1820.

Il nome  Moringa viene da Murungai (முருங்கை) in Tamil.  In Gujarati è denominato invece Saragvo.

## Descrizione

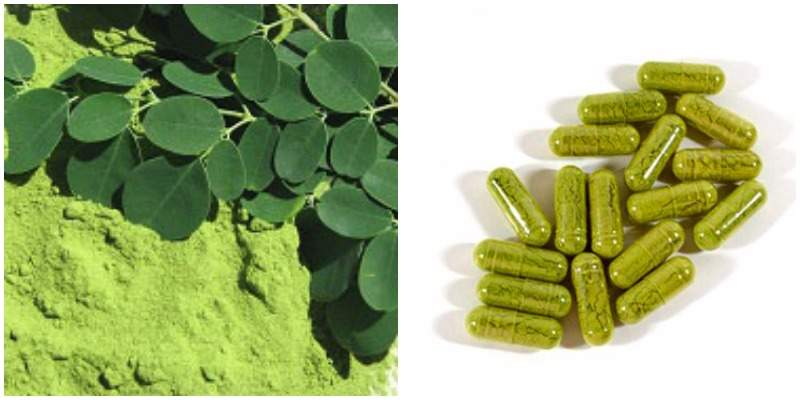
Polvere e capsule di foglia secca di moringa

Comprende cespugli o piccoli alberi che vivono in climi tropicali e subtropicali, spesso aridi per lunghi periodi.
Alcune delle specie hanno sviluppo caudiciforme (cioè hanno un organo trasformato con funzione di accumulo, di norma il fusto, con forma rigonfia a bottiglia, per l'accumulo di acqua o sostanze nutritive).

## Tassonomia
Il genere Moringa comprende le seguenti specie:
- Moringa arborea Verdc.
- Moringa borziana Mattei
- Moringa concanensis Nimmo ex Dalzell & A.Gibson
- Moringa drouhardii Jum.
- Moringa hildebrandtii Engl.
- Moringa longituba Engl.
- Moringa oleifera Lam.
- Moringa ovalifolia Dinter & A.Berger
- Moringa peregrina (Forssk.) Fiori
- Moringa pygmaea Verdc.
- Moringa rivae Chiov.
- Moringa ruspoliana Engl.
- Moringa stenopetala (Baker f.) Cufod.

Il sistema Cronquist classificava questa famiglia nell'ordine Capparales.
La specie più comune, diffusa e di maggiore interesse, è Moringa oleifera. Ugualmente coltivata è anche Moringa stenopetala.